# Karl Escherich
Karl Leopold Escherich (ur. 18 września 1871 w Schwandorfie, zm. 22 listopada 1951 w Kreuth) – niemiecki przyrodnik, entomolog.
Urodził się w 1871 roku jako syn Hermanna Nikolausa Eschericha i Kathariny Stengel. Był młodszym bratem polityka Georga Eschericha i wnukiem pediatry i bakteriologa Theodora Eschericha. Studiował początkowo medycynę w Monachium i Würzburgu; w 1893 roku ukończył te studia. Odbył następnie studia doktoranckie z zoologii i ukończył je w 1896. Podczas dwuletniej asystentury u Ottona Nüsslina w Karlsruhe zajmował się zoologią lasu. Później był asystentem jeszcze w Heidelbergu, Rostocku i Strasburgu. W 1907 roku objął katedrę zoologii leśnej w Tharandt, zajmując wakat po zmarłym w 1902 roku Hinrichu Nitschem. W 1914 roku przeniósł się na katedrę zoologii stosowanej na Uniwersytecie Ludwika i Maksymiliana w Monachium, gdzie był następcą Augusta Pauly'ego. Od 1933 do 1936 roku był rektorem monachijskiego uniwersytetu.
W 1913 roku był jednym z założycieli Niemieckiego Towarzystwa Entomologii Stosowanej (Deutsche Gesellschaft für angewandte Entomologie).
Był członkiem NSDAP i brał udział w puczu monachijskim.